# Lago Chauvet
Il lago Chauvet (in francese lac Chauvet) è un lago francese di origine vulcanica situato nel Massiccio centrale, nella regione Alvernia-Rodano-Alpi, più precisamente nel dipartimento di Puy-de-Dôme, nella catena dei Monti Dore, nel comune di Picherande.

## Geografia
Situato a un'altitudine di 1 162 m, il lago si è formato nel cratere di un vecchio vulcano, in quello che viene chiamato un maar, ovvero quando il magma, risalendo in superficie, esplode a contatto con la falda acquifera. Con una forma quasi perfettamente circolare, il lago presenta circa 800 m di diametro e 86 m di profonfità.
Ha avuto origine circa 150 000 anni fa e il rilievo circostante si è corroso nel corso del tempo. È più grande ma meno profondo del lago Pavin, che si trova nelle vicinanze.
Costeggiato, per la metà della sua circonferenza, da una foresta (la foresta di Montbert), dista circa 400 m dalla strada provinciale 203. Questo lago è amministrato da un proprietario privato.
A partire dalla foresta di Montbert, il lago è alimentato da un piccolo ruscello a sud-ovest. Si svuota attraverso un piccolo emissario a nord-ovest, il ruscello di Chauvet.

## Ufologia
Il lago Chauvet è conosciuto dagli ufologi (specialisti delle osservazioni di OVNIS), poiché il 18 luglio 1952 verso le 18 h, proprio nella porzione di cielo al di sopra del lago, è stato fotografato un curioso oggetto da parte dell'ingegnere e geologo André Frégnale.I negativi di queste foto sono stati analizzati nel Journal of Scientific Exploration (rivista scientifica americana peer review) dall'astrofisico francese Pierre Guérin, che afferma la mancanza di trucchi:
« A series of four photographs of a disk-shaped object apparently flying in the sky was physically analyzed. Certain details led us to develop a mathematical model of the supposed trajectory. The model was validated by measurements on the photographs, which demonstrated that the disk was distant from the camera, flying along a straight and horizontal trajectory, and was not a fabrication.»